# Zimbabwe na Mistrzostwach Świata w Lekkoatletyce 2022
Zimbabwe na Mistrzostwach Świata w Lekkoatletyce 2022 – reprezentacja Zimbabwe podczas mistrzostw świata w Eugene liczyła 3 zawodników, występujących w 3 konkurencjach.

## Skład reprezentacji

### Mężczyźni
| Zawodnik     | Konkurencja   | Eliminacje    | Eliminacje | Półfinał | Półfinał | Finał   | Finał   | Źródło |
| Zawodnik     | Konkurencja   | Wynik         | Pozycja    | Wynik    | Pozycja  | Wynik   | Pozycja | Źródło |
| ------------ | ------------- | ------------- | ---------- | -------- | -------- | ------- | ------- | ------ |
| T. Matiyenga | bieg na 200 m | 20,72w (,720) | 34.        | NQ       | NQ       | NQ      | NQ      | [ 1 ]  |
| Isaac Mpofu  | maraton       | —             | —          | —        | —        | 2:07:56 | 10.     | [ 2 ]  |

| Zawodnik          | Konkurencja | Kwalifikacje | Kwalifikacje | Finał | Finał   | Źródło |
| Zawodnik          | Konkurencja | Wynik        | Pozycja      | Wynik | Pozycja | Źródło |
| ----------------- | ----------- | ------------ | ------------ | ----- | ------- | ------ |
| Chengetayi Mapaya | trójskok    | 15,75        | 27.          | NQ    | NQ      | [ 3 ]  |